# Universität für Theater und Filmkunst Budapest

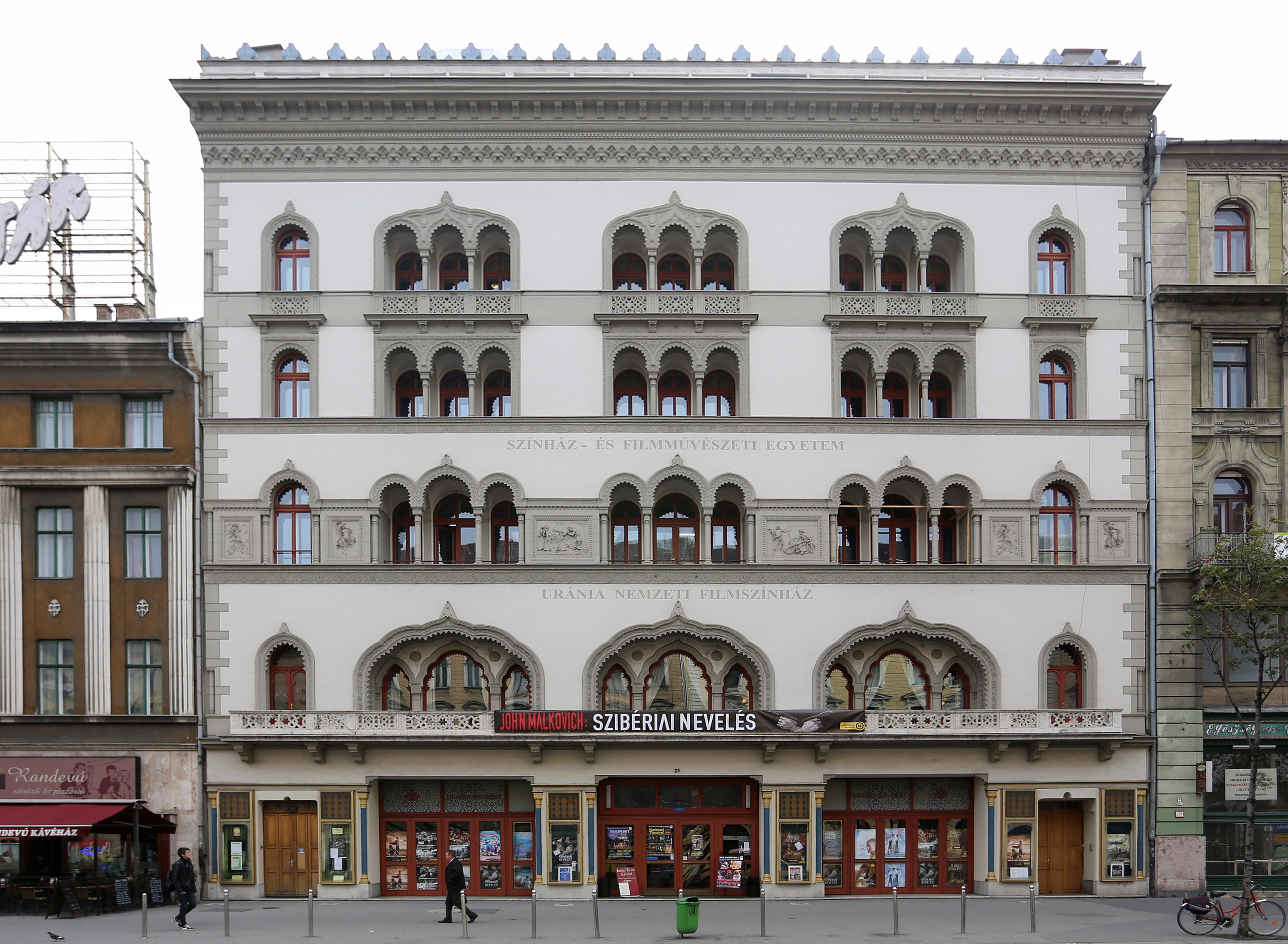
Gebäude der Universität

Die Universität für Theater und Filmkunst Budapest (ungarisch: Színház- és Filmművészeti Egyetem, kurz SZFE) wurde 1865 gegründet und ist die älteste Kunsthochschule in Ungarn. Rektor der Universität ist Zoltán Ratóti.

## Geschichte
Im Juli 2020 wurde im von der Fidesz dominierten ungarischen Parlament beschlossen, die Führung der Hochschule an die regierungsnahe „Stiftung für Theater- und Filmkunst“ zu übergeben. Dies führte zum Rücktritt der Hochschulleitung und Studierende der Hochschule begannen aus Protest mit der Besetzung der Universität. Die Besetzung dauerte zwei Monate an, musste aber dann wegen der COVID-19-Pandemie beendet werden. Die vormals selbst verwaltete Hochschule wurde im September 2022 der Leitung der „Stiftung für Theater- und Filmkunst“ unterstellt. Für rund 150 Studenten wurde daraufhin die Möglichkeit geschaffen, ihr Studium in vier anderen europäischen Ländern abzuschließen.

## Bezeichnungen seit 1865
| ehemalige Bezeichnungen auf Ungarisch und Deutsch | ehemalige Bezeichnungen auf Ungarisch und Deutsch       | ehemalige Bezeichnungen auf Ungarisch und Deutsch             |
| ------------------------------------------------- | ------------------------------------------------------- | ------------------------------------------------------------- |
| 1865 – 1885                                       | Színészeti Tanoda                                       | Schauspielschule                                              |
| 1885 – 1887                                       | Országos Színésziskola                                  | Nationale Schauspielschule                                    |
| 1887 – 1893                                       | Országos Magyar Királyi Zene- és Színművészeti Akadémia | Nationale Königlich Ungarische Akademie für Musik und Theater |
| 1893 – 1945                                       | Országos Magyar Királyi Színművészeti Akadémia          | Nationale Königlich Ungarische Akademie der Schauspielkunst   |
| 1945 – 1948                                       | Országos Magyar Színművészeti Akadémia                  | Nationale Ungarische Akademie der Schauspielkunst             |
| 1948 – 2000                                       | Színház- és Filmművészeti Főiskola                      | Hochschule für Theater- und Filmkunst                         |
| 2000 –                                            | Színház- és Filmművészeti Egyetem                       | Universität für Theater- und Filmkunst                        |

## Bekannte Absolventen
- Nimród Antal
- Gábor Bódy
- Kristóf Deák
- Ildikó Enyedi
- Károly Eperjes
- Miklós Jancsó
- Lajos Koltai
- László Kovács (Kameramann)
- Kornél Mundruczó
- Dénes Nagy
- Géza Röhrig
- István Szabó
- Béla Tarr
- Mari Törőcsik
- Vilmos Zsigmond